# Aster pyrenaeus
La estrella de los Pirineos (Aster pyrenaeus) es una especie de planta herbácea de la familia de las margaritas (Asteraceae), endémica de los Pirineos y la cordillera Cantábrica.